# Мусин, Капан Аубакирович
Капан Аубакирович Мусин (каз. Қапан Әубәкірұлы Мусин; 3 января 1921, с. Агуба (ныне Акоба, Жанибекского района Западно-Казахстанской области Казахстана) — 21 апреля 1970, Алма-Ата) — казахский советский композитор и дирижёр, музыкальный педагог. Заслуженный деятель искусств Казахской ССР (1968).

## Биография
С 1931 учился в музыкальном техникуме. В 1939—1941 обучался в Казахской студии при Московской консерватории по классу композиции Е. К. Голубева, куда поступил не по направлению, а самостоятельно, выдержав вступительные экзамены, что в условиях культуры Казахстана 1930-х годов является исключительным.
Участник Великой Отечественной войны.
Выпускник Алма-Атинской консерватории 1953 года (по классу композиции Е. Г. Брусиловского.
В 1943—1953 — дирижёр Оркестра казахских народных инструментов им. Курмангазы. В 1953—1960 — преподаватель Алма-Атинской консерватории. В 1961—1969 — заведовал фольклорным кабинетом при Алма-Атинской консерватории.
Скончался 21 апреля 1970 года, похоронен на Центральном кладбище Алма-Аты.

## Творчество
Внёс значительный вклад в развитие казахской профессиональной музыки. Автор опер, музыкальных комедий, фортепианной, скрипичной, симфонической и камерной музыки.

## Избранные сочинения
- опера «Тан Шолпаны» (1967);
- музыкальная комедия «Жаяу Муса» (Алма-Ата, 1965);
- для солиста, хора и симфонического оркестра — «Кантата о целине» (сл. А. Шамкенова, 1949);
- музыкально-хореографическая композиция — «Поэма-баллада о Сакене Сейфуллине» (сл. С. Сейтхазина, 1962);
- для симфонического оркестра — поэмы: «На пастбище» (1948), «За счастье народов» (1953), «Колхозный праздник» (1953), симфонии: I («Цветущий Казахстан», 1961), II (1963), III (1967), «Поэма» (1965);
- для камерного оркестра — «Размышление» (1969);
- для скрипки и камерного оркестра — «Поэма» (1966);
- струнные квартеты — I (1949), II (1954);
- для скрипки и фортепиано — «Соната» (посв. И. В. Панфилову, 1946), «Прелюдия» (1947), «Поэма» (1966);
- для фортепиано — «Ноктюрн» (1944), «Восемь вариаций» (1946);
- для голоса и фортепиано — романсы и баллады на сл. К. Сатыбалдина, К. Джумалиева, А. Хангельдина, Джамбула, М. Алимбаева и др.;
- хоры на сл. Абая, Н. Баймухамедова, К. Мукушева и др.;
- песни на сл. М. Майчекина, Т. Жарокова, И. Есенберлина, Е. Жубанова, К. Сатыбалдина, К. Аманжолова, С. Мауленова, X. Утегалиева, Т. Шопашева и др.;
- музыка к драматическим спектаклям и кинофильмам.